# Stora Länsmannen
Stora Länsmannen (finska: Iso-Lensmanni) är en ö i Finland. Den ligger i sjön Stora Simi och i kommunen Raseborg i den ekonomiska regionen  Raseborg  och landskapet Nyland, i den södra delen av landet, 80 km väster om huvudstaden Helsingfors. Öns area är 0,2 hektar och dess största längd är 90 meter i öst-västlig riktning.